# Cap Sviatoï Nos (oblast de Mourmansk)
Pour les articles homonymes, voir Sviatoï Nos.
Le cap Sviatoï Nos (en russe : Свято́й Но́с, littéralement « Saint-Nez » est un cap situé sur la côte à l'est de la péninsule de Kola. La ligne qui relie ce cap au cap Kanine sur la péninsule de Kanine marque la limite entre la mer de Barents (au nord) et la mer Blanche (au sud). Il est situé sur une petite péninsule, également nommée Sviatoï Nos. Sur la péninsule se trouvent le village éponyme et le phare Sviatonoski. Le toponyme « Sviatoï Nos » est répandu sur la côte de l'océan Arctique, dans l'hypothèse de l'explorateur suédois Adolf Erik Nordenskiöld est le nom à Pomors.

## Géographie
Long d'environ 15 km et large de 3 km au maximum, le cap Sviatoï Nos s'élève jusqu'à une altitude de 179 m. Sur la péninsule il plusieurs petits lacs et les ruisseaux coulent en direction de la mer. Une station météorologique, un phare et une base militaire russe sont situés à proximité du cap.

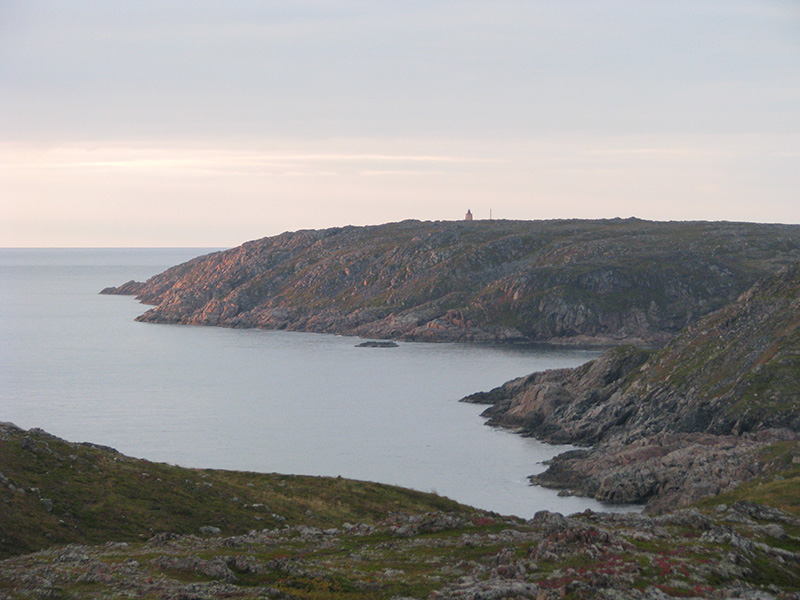
Campement sur la baie Lopskaïa
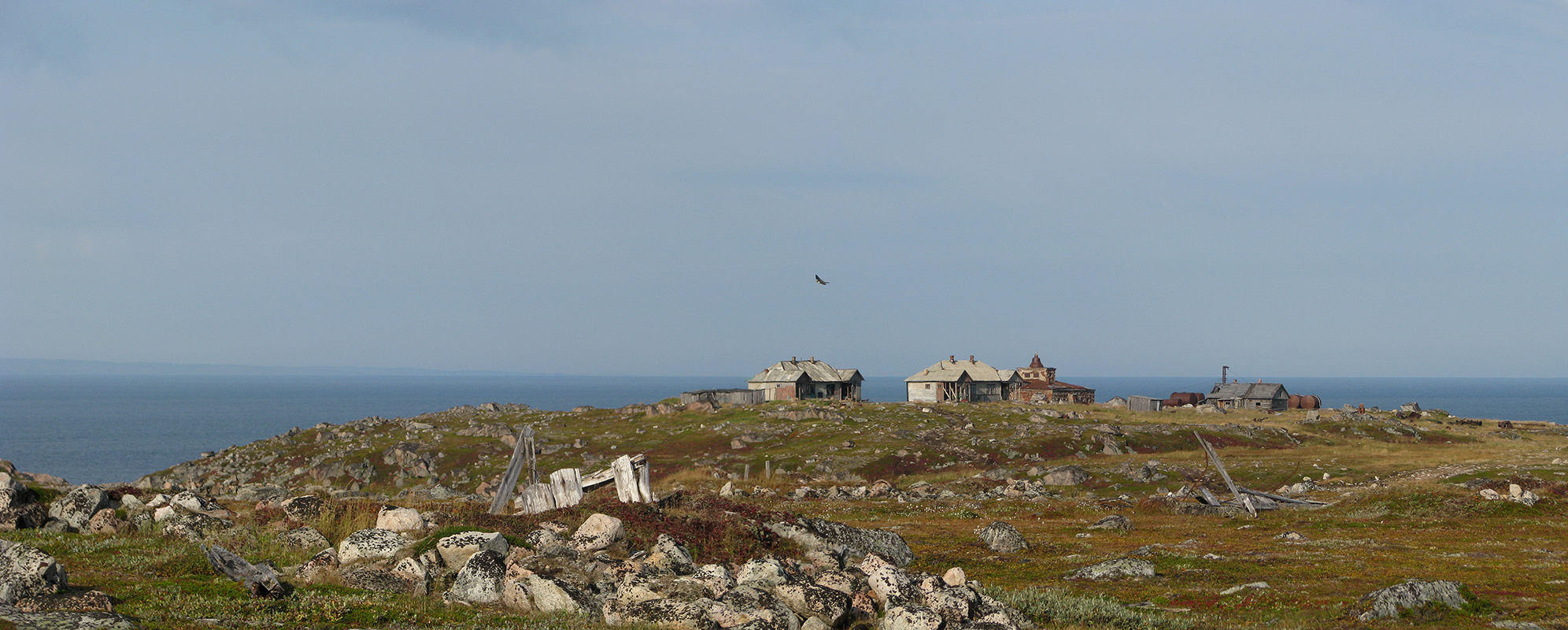
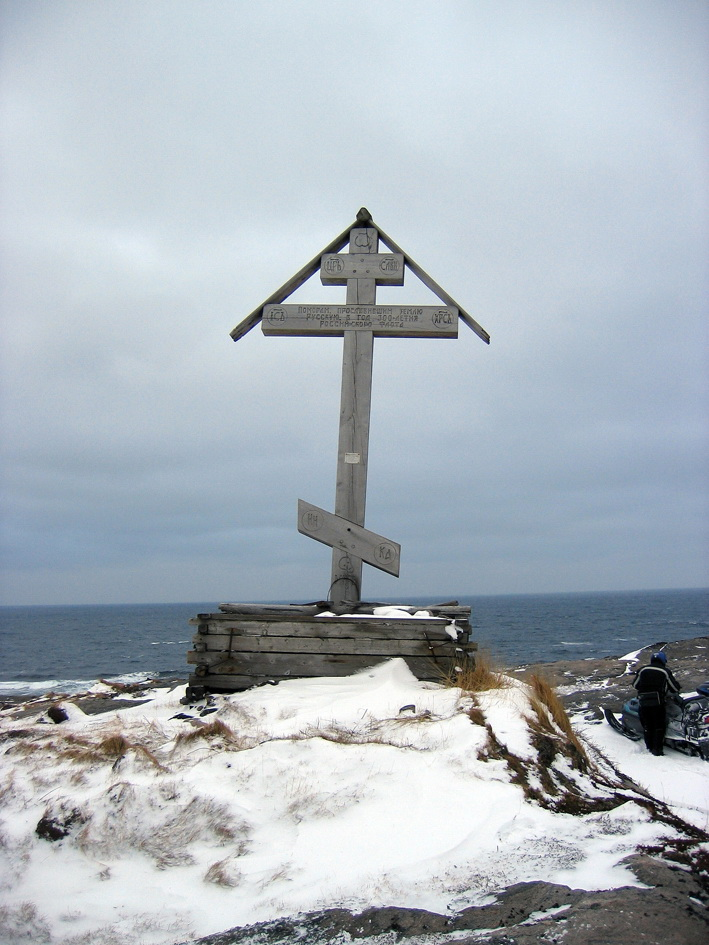